# パレスチナの手工芸品
パレスチナの手工芸品には、刺繍や陶磁器、石鹸などのほか、ガラスや織布、オリーブ材による木彫り装飾、そして真珠層を用いた螺鈿細工などがある。多種多様な手工芸品の多くは、パレスチナ在住のアラブ人によって、今日に至るまでの数百年間生産されている。ヨルダン川西岸地区内の一部の町、とりわけベツレヘムやヘブロン、そしてナブルスが、手工芸品の生産に特化しているとの評判を得ている。こうした品目の売り上げや輸出はそれぞれの町の経済において重要な役割を担っている。

## 刺繍と織布

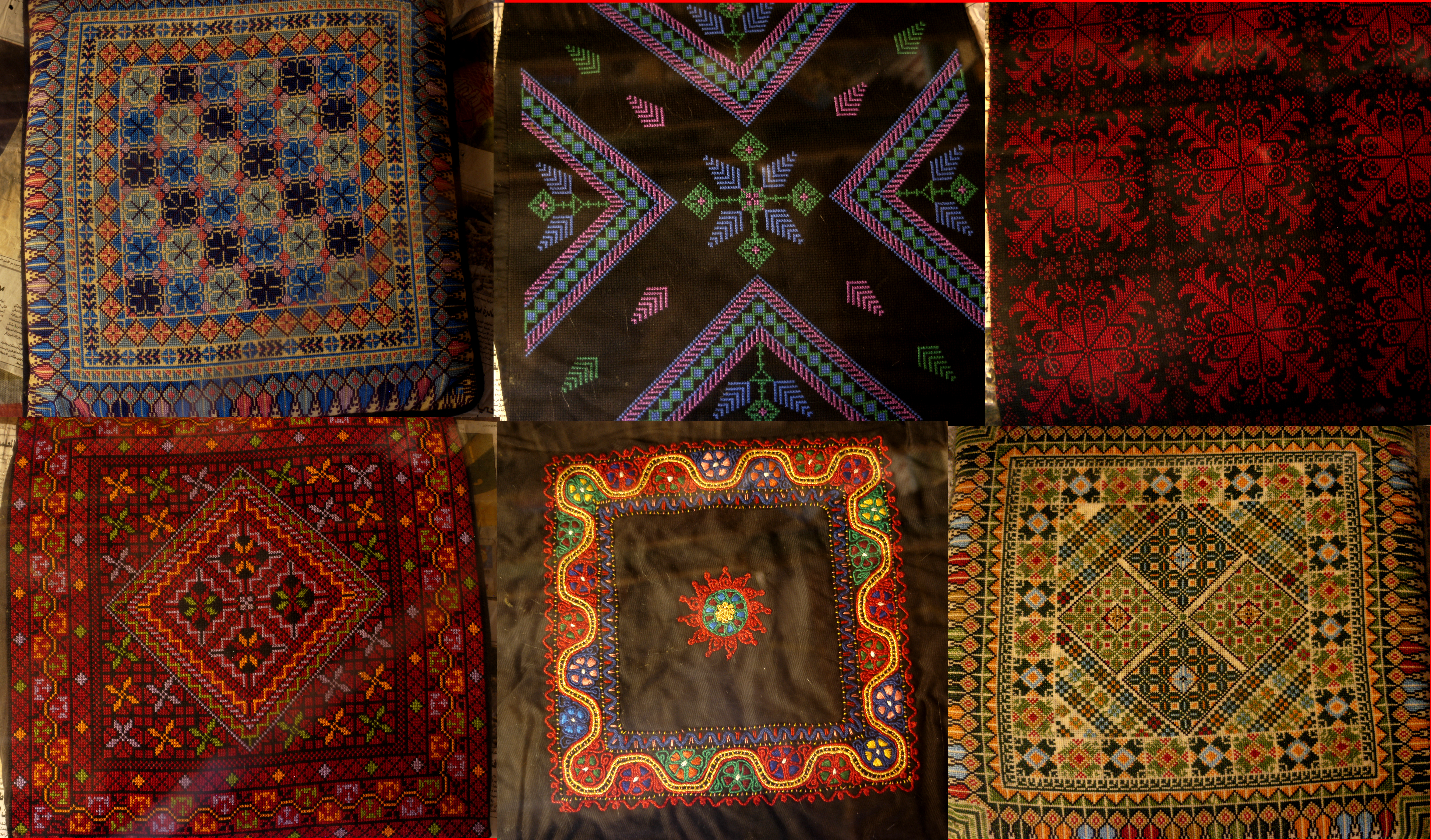
現代におけるクロスステッチ刺繍のデザイン例。左上から時計回りに、ガザ、ラマッラー、ラマッラー、ナブルス、ベイトジャラ、ベツレヘム。

専ら女性の芸術的伝統として、刺繍は数百年に渡ってパレスチナの伝統衣装を彩る重要な役割を果たしてきた。主要な型は二つあり、それぞれtatreez(クロスステッチ刺繍)とtahriri（コーチングステッチ刺繍）と呼ばれている。パレスチナ人の伝統衣装やアラブ世界への輸出を目的とした衣類の生産はマジャルの破壊された村における重要な産業だった。マジャルの織布は技術面で一般に知られており、男性の織り手が一台の踏み子式織機を用いて作っている。これには黒と藍色の木綿糸と、鮮やかな赤紫と青緑色の絹糸とを掛け合わせたものが用いられる。その村は今日では最早存在していない一方で、マジャル織布の技巧はアトファルナ工芸団体と、ガザの美術工芸村によって運営されている文化保護プロジェクトの一部として存続している。
ガザ自体が衣装生産の中心地であり、美しい絹の布として知られたgazzatumがそこで生産されていた。13世紀初期よりヨーロッパへと持ち込まれ、これは後に、今日ではガーゼとして知られている目の粗い織布の由来となった。
ベドウィンにおいて布を織るのは伝統的に女性の役割で、織った布で砂漠における生活に適した日用品を作っている。羊毛から紡いだ綿糸を天然染料で染め上げ、地機を用いて織布が作られる。そして出来上がった頑丈な織布はテントや敷物、枕やほかの国内生産品に使われる。

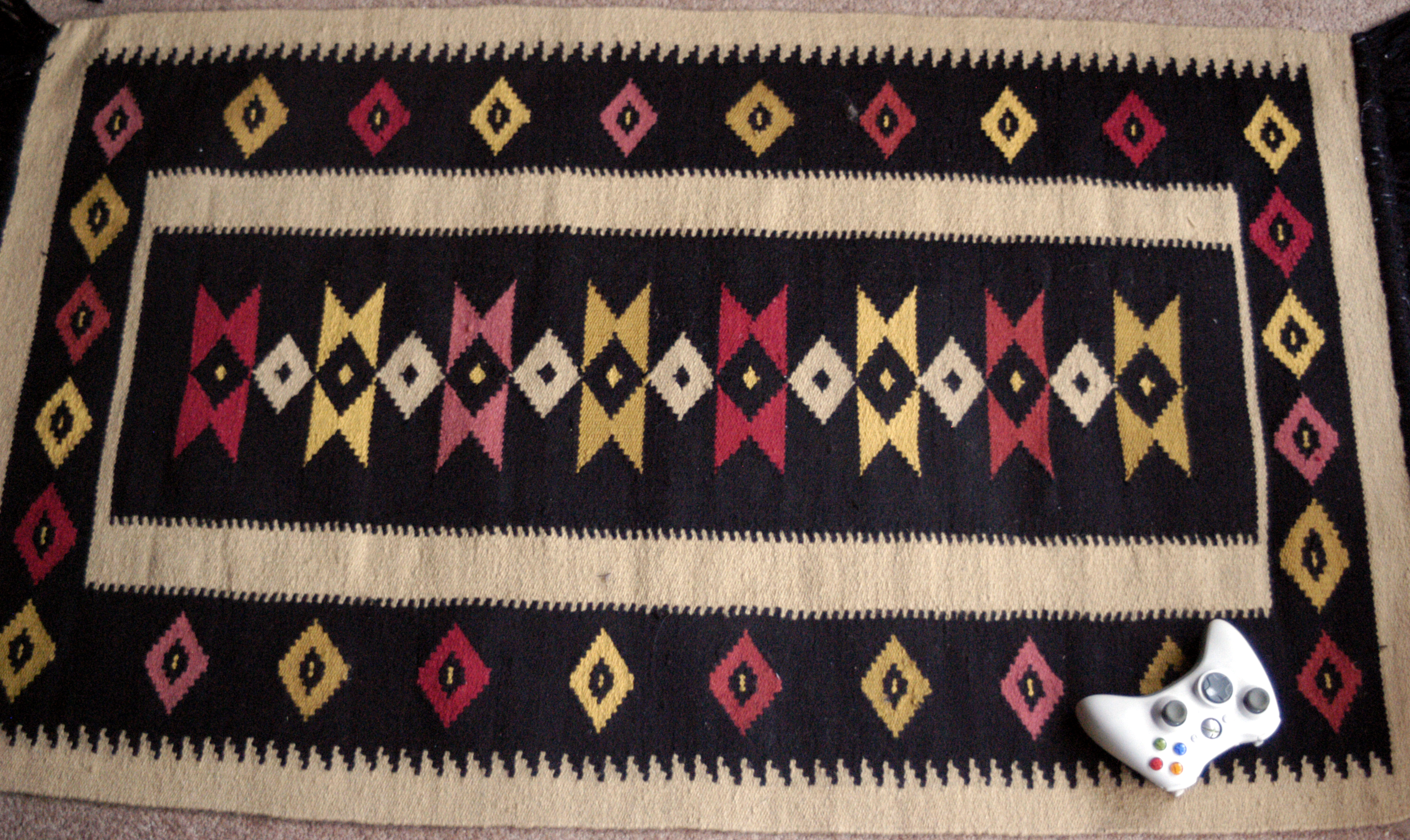
現代におけるガザの羊毛製の敷物。

## ガラス製造
ヘブロンの産業において重要なガラスは、ローマによる支配がパレスチナに及んでいた時代から同市で生産され続けている。

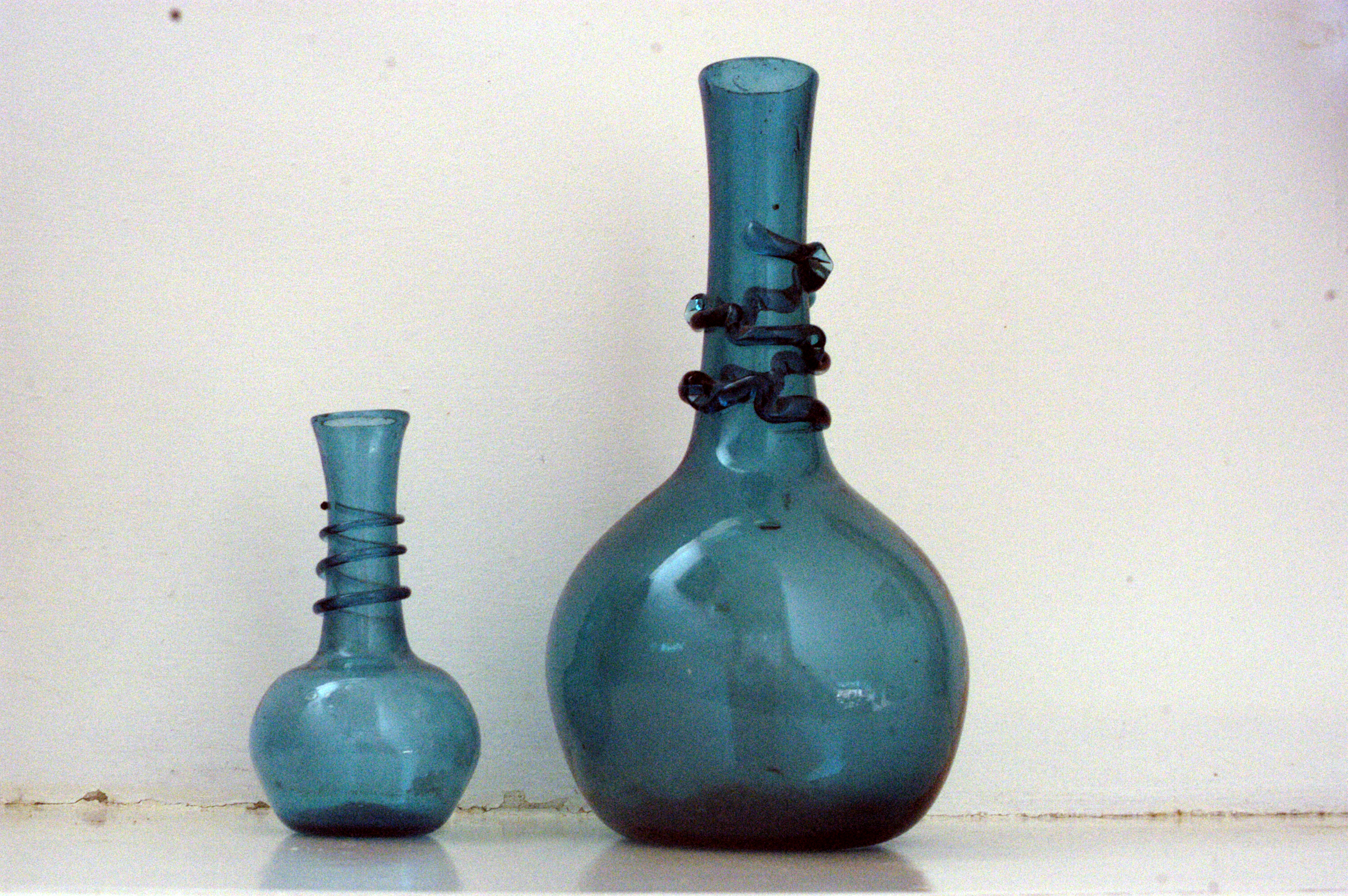
ヘブロンガラス。およそ1960年製。

## オリーブ材による木彫装飾

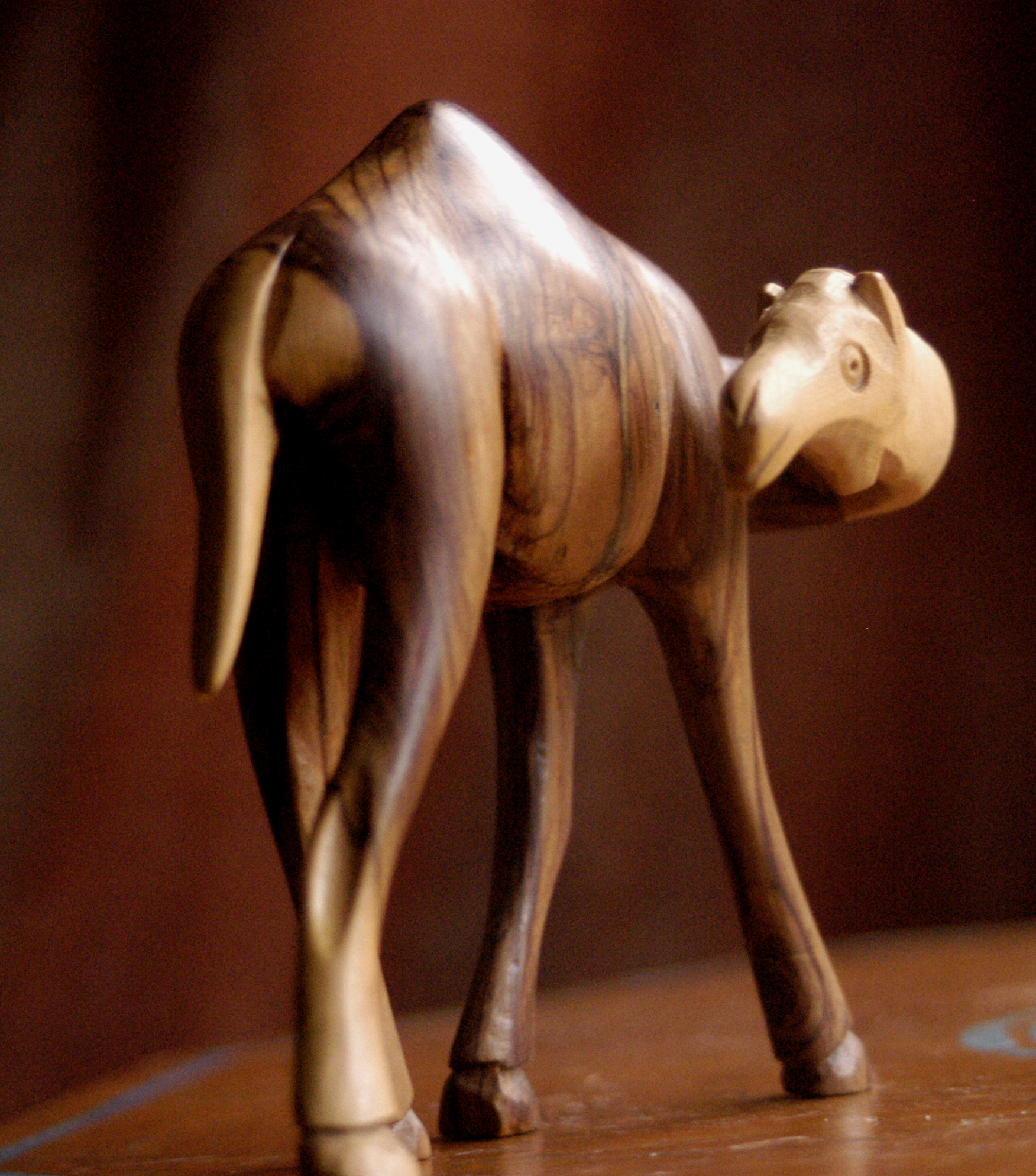
ベツレヘムで製作されたオリーブ材のラクダ。

ベツレヘムの自治体によると、オリーブ材による木彫装飾は4世紀、ベツレヘムでの降誕教会の建設に伴って始まったと考えられており、当時のキリスト教の修道士は、町の住民らに工芸品の製作方法を教えていた。木彫装飾の正確な起源は曖昧だが、最も初期のオリーブ材による工芸品のうちの1つに、オリーブの種を彫刻して作ったロザリオがある。
オリーブ材は腐敗しにくく、いろいろな細工を表面に施すことができるため、手工芸品を作る上で理想的な材木である。オリーブ材は簡素な手工具を用いて削るのが一般的だが、今日では、粗く削る際には設計モデルがプログラムされた機械が使われている。しかしながら顔の成型といった細かい作業を行う際には、彫刻は必ずのみなどを使った手作業でなされる。
オリーブ材による木彫装飾は、観光客によって大量に購入されており、ベツレヘムの経済産業において重要な位置を占めている。町の数多くの芸術家たちが、箱や額縁、歴史書や古書のカバーなどの他、蝋燭立てやロザリオ、壺、花瓶、そしてクリスマス用の装飾など、千以上の異なる手工芸品を製作し続けている。こういった作品の中には、イエスやマリア、ヨセフ、そして東方の三博士といった人物を描く聖書の光景を組み込んだものもある。

## 陶磁器
パレスチナの陶磁器には、古くから際立った連続性が見られる。現代のパレスチナのポットやボウル、水差しやコップといったもののうち、とりわけ1948年のイスラエル建国より前に生産されたものは、形や構造並びに装飾が、古代における同等のものとよく似ている。焼き鍋や水差し、マグカップ、そして皿などのうち現在でも手製で作られているものは、密封されていない炭燃料の窯ないしオーブンで熱して作られているが、これはエル・ジーブ(ギブオン)、ベイティン(ベテル)、そしてシンジルといった歴史的な村々にて古代より行われていたものと同様の手法である。

## 石鹸製造
ナブルス石鹸は、ヨルダン川西岸地区のナブルスにおいてのみ生産されているカスチール石鹸の一種である。オリーブオイルを原料としているこの石鹸は主として３種類の成分から作られる。バージンオリーブオイルと水、そしてナトリウム化合物である。これを生産しているナブルスの労働者らは、ナブルス石鹸の独特の香りを自慢としており、彼らはその香りが石鹸の成分の品質と純度を証明するものだと考えている。
10世紀頃から長きに渡って優れた製品であるとの評判を得て、ナブルス石鹸はアラブ世界からヨーロッパに至るまで輸出されている。石鹸工場の数は19世紀のピーク時に30棟で、現在では2棟にまで急落しているが、パレスチナないしナブルスの文化遺産における重要な部分である石鹸製造を守ろうとする動きは継続している。

## 竹家具
パレスチナ人は家具と家財道具の生産において長い歴史を持っており、近年やや衰えてはいるものの、その生産技術は代々伝えられてきた。竹材は極東からシルクロードを伝ってパレスチナまで広まり、買い付け人らによって加工された。竹材は形を整えられるくらい固くするために、煮て削ったのちに、焼いて乾かす。パレスチナの家具を生産するにあたって機械は一切使われず、1～3人体制のもと徹底的に人の手によって行われる。